# ناحیه فیرفیلد، شهرستان کرو وینگ، مینه سوتا
ناحیه فیرفیلد (به انگلیسی: Fairfield Township) یک منطقهٔ مسکونی در ایالات متحده آمریکا است که در شهرستان کرو وینگ، مینه‌سوتا واقع شده‌است.
 ناحیه فیرفیلد ۹۳٫۰ کیلومتر مربع مساحت و ۲۷۵ نفر جمعیت دارد و ۳۸۱ متر بالاتر از سطح دریا واقع شده‌است.